# Coppa dell'Imperatore 1997
La Coppa dell'Imperatore 1997 è stata la settantasettesima edizione della coppa nazionale giapponese di calcio.

## Calendario
Oltre alle diciassette squadre della J.League, sono ammesse le squadre della Japan Football League giunte nelle prime undici posizioni a metà campionato, le prime quattro squadre della Kanto College League ad autunno, le prime due squadre della Kansai Students League a primavera, e una squadra da ciascuna delle 47 prefetture.
| Turno            | Data                | Entranti in questo turno |
| ---------------- | ------------------- | --- |
| Primo turno      | 30 novembre 1997    | Squadre della Japan Football League Squadre della Kanto College League Squadre della Kansai Students League Rappresentative prefetturali |
| Secondo turno    | 7 dicembre 1997     | ‒ |
| Terzo turno      | 14-17 dicembre 1997 | Squadre della J.League |
| Quarto turno     | 20 dicembre 1997    | ‒ |
| Quarti di finale | 23 dicembre 1997    | ‒ |
| Semifinali       | 28 dicembre 1997    | ‒ |
| Finale           | 1º gennaio 1998     | ‒ |

## Squadre partecipanti
J. League
- Kashima Antlers
- Júbilo Iwata
- Yokohama Marinos
- Gamba Osaka
- Shimizu S-Pulse
- Yokohama Flügels
- Kashiwa Reysol
- Bellmare Hiratsuka
- Nagoya Grampus
- Urawa Reds
- Cerezo Osaka
- Sanfrecce Hiroshima
- JEF United
- Kyoto Purple Sanga
- Verdy Kawasaki
- Vissel Kōbe
- Avispa Fukuoka

Japan Football League
- NTT Kanto
- Sagan Tosu
- Oita Trinita
- Tokyo Gas
- Honda
- Kawasaki Frontale
- Ventforet Kofu
- Nippon Denso
- Fukushima FC
- Montedio Yamagata
- Consadole Sapporo

Kanto College League
- Juntendo Daigaku
- Waseda Daigaku
- Kokushikan Daigaku
- Komazawa Daigaku

Kansai Students League
- Hannan Daigaku
- Momoyama Gakuin Daigaku

Rappresentative prefetturali
- Nagoya Bank (Aichi)
- Akita Yakuba (Akita)
- Aster Aomori (Aomori)
- Funabashi Municipal High School (Chiba)
- Ehime Youth (Ehime)
- Fukui Teachers (Fukui)
- Fukuoka Daigaku (Fukuoka)
- Primeiro (Fukushima)
- Seino (Gifu)
- Maebashi Commercial High School (Gunma)
- Hiroshima Univ. (Hiroshima)
- Hokkaido EPC (Hokkaidō)
- Kwansei Gakuin Daigaku (Hyōgo)
- Mito HollyHock (Ibaraki)
- Teihens (Ishikawa)
- Nippon Steel Kamaishi (Iwate)
- Kamatamare Sanuki (Kagawa)
- Kagoshima Jitsugyō High School (Kagoshima)
- Università di Kanagawa (Kanagawa)
- Kochi University (Kōchi)
- Blaze Kumamoto (Kumamoto)
- Kyōiku Kenkyū-sha (Kyoto)
- Mind House (Mie)
- Brummell Sendai (Miyagi)
- Hōshō High School(Miyazaki)
- Matsumoto Yamaga (Nagano)
- Mitsubishi Heavy Industries Nagasaki (Nagasaki)
- Nara Sangyo University (Nara)
- Albirex Niigata (Niigata)
- Nippon Steel Ōita (Ōita)
- Mitsubishi Motors Mizushima (Okayama)
- Università Internazionale di Okinawa (Okinawa)
- Kansai Daigaku (Osaka)
- Saga Commercial High School (Saga)
- Honda Luminozo Sayama (Saitama)
- Kusatsu Higashi High School (Shiga)
- Iwami (Shimane)
- JATCO (Shizuoka)
- Mooka High School (Tochigi)
- Otsuka Pharma (Tokushima)
- Aoyama Gakuin Dai. (Tokyo)
- SC Tottori (Tottori)
- Hokuriku El. Power (Toyama)
- Hatsushiba Hashimoto High School (Wakayama)
- Yamagata FC (Yamagata)
- Tatara Gakuen High School (Yamaguchi)
- Nirasaki Astros (Yamanashi)

## Risultati

### Primo turno
| Squadra 1                            | Risultato       | Squadra 2                            |
| ------------------------------------ | --------------- | ------------------------------------ |
| Brummell Sendai                      | 7 - 0           | Matsumoto Yamaga                     |
| Iwami                                | 0 - 7           | Juntendo Daigaku                     |
| Mitsubishi Heavy Industries Nagasaki | 2 - 1           | Hatsushiba Hashimoto High School     |
| Mito HollyHock                       | 3 - 0           | Hokkaido EPC                         |
| Nirasaki Astros                      | 0 - 2           | NTT Kanto                            |
| Mitsubishi Motors Mizushima          | 0 - 0 (6-7 dtr) | Yamagata FC                          |
| Kusatsu Higashi High School          | 0 - 3           | Sagan Tosu                           |
| Nara Sangyo University               | 3 - 1           | Nippon Steel Ōita                    |
| Saga Commercial High School          | 1 - 5           | Oita Trinita                         |
| Mind House                           | 0 - 3           | Momoyama Gakuin                      |
| Kansai Daigaku                       | 0 - 9           | Tokyo Gas                            |
| Ehime                                | 2 - 1 (dts)     | Hokuriku El. Power                   |
| Blaze Kumamoto                       | 0 - 2           | Honda                                |
| Kwansei Gakuin Daigaku               | 2 - 6           | Albirex Niigata                      |
| JATCO                                | 1 - 0           | Università Internazionale di Okinawa |
| Kamatamare Sanuki                    | 1 - 0           | Waseda Daigaku                       |
| Seino                                | 5 - 0           | Kochi University                     |
| Mooka High School                    | 1 - 5           | Kokushikan Daigaku                   |
| SC Tottori                           | 0 - 7           | Kawasaki Frontale                    |
| Luminozo Sayama                      | 4 - 1           | Nippon Steel Kamaishi                |
| Università di Kanagawa               | 1 - 3           | Ventforet Kofu                       |
| Fukuoka Daigaku                      | 5 - 1           | Akita Yakuba                         |
| Aoyama Gakuin Dai.                   | 1 - 0           | Nippon Denso                         |
| Primeiro                             | 0 - 1           | Hannan Daigaku                       |
| Maebashi Commercial High School      | 0 - 6           | Fukushima FC                         |
| Nagoya Bank                          | 3 - 4           | Fukui Teachers                       |
| Kyōiku Kenkyū-sha                    | 0 - 5           | Montedio Yamagata                    |
| Hōshō High School                    | 3 - 2           | Tatara Gakuen High School            |
| Kagoshima Jitsugyō High School       | 1 - 2           | Consadole Sapporo                    |
| Hiroshima Univ.                      | 2 - 3           | Aster Aomori                         |
| Otsuka Pharma                        | 8 - 1           | Teihens                              |
| Funabashi Municipal High School      | 0 - 4           | Komazawa Daigaku                     |

### Secondo turno
| Squadra 1          | Risultato       | Squadra 2                            |
| ------------------ | --------------- | ------------------------------------ |
| Brummell Sendai    | 0 - 1           | Juntendo Daigaku                     |
| Verdy Kawasaki     | 2 - 0           | Mitsubishi Heavy Industries Nagasaki |
| Mito HollyHock     | 1 - 2           | Avispa Fukuoka                       |
| NTT Kanto          | 1 - 0           | Yamagata FC                          |
| Sagan Tosu         | 4 - 0           | Nara Sangyo University               |
| Oita Trinita       | 1 - 1 (3-5 dtr) | Momoyama Gakuin Daigaku              |
| Tokyo Gas          | 2 - 1 (dts)     | Ehime                                |
| Honda              | 3 - 1           | Albirex Niigata                      |
| JATCO              | 6 - 0           | Kamatamare Sanuki                    |
| Seino              | 1 - 2           | Kokushikan Daigaku                   |
| Kawasaki Frontale  | 3 - 0           | Luminozo Sayama                      |
| Ventforet Kofu     | 2 - 1           | Fukuoka Daigaku                      |
| Aoyama Gakuin Dai. | 0 - 1           | Hannan Daigaku                       |
| Fukushima FC       | 1 - 0           | Fukui Teachers                       |
| Montedio Yamagata  | 8 - 0           | Hōshō High School                    |
| Consadole Sapporo  | 4 - 1           | Aster Aomori                         |
| Otsuka Pharma      | 1 - 3           | Komazawa Daigaku                     |

### Terzo turno
| Squadra 1           | Risultato   | Squadra 2               |
| ------------------- | ----------- | ----------------------- |
| 14 dicembre 1997    |             |                         |
| Verdy Kawasaki      | 0 - 2       | Avispa Fukuoka          |
| Urawa Reds          | 2 - 1       | NTT Kanto               |
| Gamba Osaka         | 3 - 2 (dts) | Sagan Tosu              |
| Yokohama Marinos    | 5 - 0       | Momoyama Gakuin Daigaku |
| Nagoya Grampus      | 1 - 3       | Tokyo Gas               |
| Kyoto Purple Sanga  | 3 - 2 (dts) | Honda                   |
| Bellmare Hiratsuka  | 7 - 0       | JATCO                   |
| Kashiwa Reysol      | 4 - 1       | Kokushikan Daigaku      |
| Vissel Kōbe         | 2 - 0       | Kawasaki Frontale       |
| Cerezo Osaka        | 5 - 1       | Ventforet Kofu          |
| Júbilo Iwata        | 0 - 1       | Hannan Daigaku          |
| Shimizu S-Pulse     | 3 - 0       | Fukushima FC            |
| Sanfrecce Hiroshima | 3 - 1       | Montedio Yamagata       |
| JEF United          | 1 - 0       | Consadole Sapporo       |
| Yokohama Flügels    | 4 - 3       | Komazawa Daigaku        |
| 17 dicembre 1997    |             |                         |
| Kashima Antlers     | 4 - 1       | Juntendo Daigaku        |

### Quarto turno
| Squadra 1          | Risultato   | Squadra 2           |
| ------------------ | ----------- | ------------------- |
| Kashima Antlers    | 6 - 0       | Avispa Fukuoka      |
| Urawa Reds         | 1 - 2 (dts) | Gamba Osaka         |
| Yokohama Marinos   | 1 - 2       | Tokyo Gas           |
| Kyoto Purple Sanga | 1 - 5       | Bellmare Hiratsuka  |
| Kashiwa Reysol     | 2 - 1       | Vissel Kōbe         |
| Cerezo Osaka       | 2 - 3       | Júbilo Iwata        |
| Shimizu S-Pulse    | 3 - 1       | Sanfrecce Hiroshima |
| JEF United         | 1 - 2       | Yokohama Flügels    |

### Quarti di finale
| Squadra 1       | Risultato   | Squadra 2          |
| --------------- | ----------- | ------------------ |
| Kashima Antlers | 3 - 0       | Gamba Osaka        |
| Tokyo Gas       | 3 - 2 (dts) | Bellmare Hiratsuka |
| Kashiwa Reysol  | 1 - 2       | Júbilo Iwata       |
| Shimizu S-Pulse | 1 - 6       | Yokohama Flügels   |

### Semifinali
| Squadra 1       | Risultato | Squadra 2        |
| --------------- | --------- | ---------------- |
| Kashima Antlers | 3 - 1     | Tokyo Gas        |
| Júbilo Iwata    | 2 - 3     | Yokohama Flügels |

### Finale
| Arbitro: | Okada |

|                                                                                   |            | |
| Masuda 4’ Mazinho 25’ Yanagisawa 87’                                              | Marcatori  | |
| Satō Narahashi Akita Okuno Sōma Honda Jorginho Bismarck Masuda Mazinho Yanagisawa | Formazioni | · Narazaki · Satō · Maeda · Satsukawa · Miura · Okuno · Sampaio · Yamaguchi · Harada 63’ · Fernando · Hattori · A disposizione · Mitsuoka 63’ |
| João Carlos                                                                       | Allenatori | Otacílio Gonçalves |